# Swanhunter
Swanhunter (título original en inglés; en español, El cazador del cisne) es una ópera de cámara con música de Jonathan Dove y libreto de Alasdair Middleton, basada en la leyenda de Lemminkäinen del Kalevala. Fue un encargo de Opera North, que la estrenó el 13 de noviembre de 2009 en el Gran Teatro de Leeds, bajo la dirección de Stuart Stratford, con Clare Whistler como directora artística y vestuario y decorados de Dody Nash. Tiene una duración de 75 minutos. 
Se trata de una de las óperas que Dove ha compuesto inspirado por cuentos de hadas para crear un entretenimiento apto para niños y adultos. 

## Historia
Tras el éxito de The Adventures of Pinocchio en 2007, Opera North encargó a Dove y al libretista Middleton que escribieran una ópera familiar de tema nórdico para salir de gira por el norte de Inglaterra en el otoño de 2009. Compositor y libretista estuvieron estudiando diversos mitos escandinavos, pero les resultó bastante frustrante encontrar en muchos de ellos el tema del incesto entre hermano y hermana. Fue el libretista quien al final dio con una historia idónea, que encontró en el Kalevala, poema épico nacional de Finlandia: un cazador que muere y al que su madre resucita gracias al poder del canto.
Se representó por vez primera el 13 de noviembre de 2009 en el Gran Teatro de Leeds. El estreno alemán tuvo lugar el 3 de diciembre de 2011 en el Teatro Chemnitz (Theater-Chemnitz).

## Personajes
| Personaje                                                | Tesitura              | Reparto del estreno, 13 de noviembre de 2009. (Director: Stuart Stratford) |
| -------------------------------------------------------- | --------------------- | -------------------------------------------------------------------------- |
| Lemminkäinen                                             | tenor                 | Andrew Rees                                                                |
| Madre de Lemminkäinen                                    | mezzosoprano          | Yvonne Howard                                                              |
| Louhti, amante de Pohola/Conjunto                        | mezzosoprano          | Frances Bourne                                                             |
| Perro/Death (Muerte)/Smith (Herrero)/Conjunto            | bajo                  | Graeme Broadbent                                                           |
| Cisne/Conjunto                                           | soprano de coloratura | Elizabeth Cragg                                                            |
| Perro/Soppy Hat/Death's Son (Hijo de la Muerte)/Conjunto | tenor                 | Nicholas Sharratt                                                          |

## Sinopsis
Swanhunter narra la historia del aventurero y mujeriego Lemminkäinen. En contra del deseo de su madre, emprende un viaje a las salvajes tierras del norte en busca de una novia. Pasa por toda una serie de aventuras y peligros. Una bruja le impone varios trabajos. Entre ellos capturar al Alce del demonio (Devil’s Elk) y cabalgar el Caballo del demonio (Devil’s Horse). Tiene que ir hasta el río de Tuonela (Death’s River o río de la Muerte, el mundo subterráneo de los muertos) a cazar al Cisne. Pero entonces él mismo es cazado y muere. Su cuerpo es desmembrado y arrojado al río. Su madre, que está buscándolo, lo encuentra, junta de nuevo las piezas de su cuerpo y, gracias al poder sanador de su canto, le devuelve a la vida. Esta larga escena final del canto de la madre y resurrección del héroe, es un contrapunto a la agitada narración anterior de sus aventuras.
Según el compositor, es una forma de introducir a los niños en los mitos nórdicos de la ópera, en este sentido relacionándolo con el Anillo de Wagner, siendo Lemminkäinen un cazador como Sigfrido. Pero, a diferencia de las óperas wagnerianas, en el que las heroínas cantan y acaban muriendo, en esta el amor de la madre y su canto sirve para devolver la vida al héroe. Además, su duración es poco más de una hora.

## Plantilla
La plantilla vocal exige seis cantantes. Dos de ellos tienen asignados unos personajes específicos: Lemminkäinen y su madre. Los otros cuatro se reparten el resto de sus personajes, actuando incluso como un conjunto o coro. En la parte del Cisne, una soprano canta un aria de coloratura.
Por lo que se refiere a la instrumentación, también exige un sexteto. El compositor buscó un núcleo típico de banda folklórica, algo que se relaciona con el origen popular de las leyendas del Kalevala: acordeón, violín, contrabajo y percusión. A ello se le añade el arpa, instrumento que también interpreta a menudo música folk, y la trompa, típico instrumento que alude a la caza. 